# Скидан, Руслан Николаевич
Руслан Николаевич Скидан (укр. Руслан Миколайович Скидан; род. 1 июня 1972, Новоград-Волынский, Житомирская область) — украинский футболист, вратарь. Позже — тренер. Сын Валерий является также футболистом.

## Биография
В 1993 году играл за команду «Цементник» из Каменца-Подольского, которая выступала в любительском чемпионате Украины. Вторую половину сезона 1993/94 провёл в «Вилии» и сыграл в чемпионате Молдавии три матча. После вернулся в Каменец-Подольский, где играл за «Импульс». Летом 1997 года стал игроком чортковского «Кристалла». За команду отыграл год, сыграв в десяти матчах Второй лиги. Завершал карьеру футболиста в любительских командах «Локомотив» (Коростень) и «Титан» (Иршанск).
По окончании карьеры стал работать детским тренером в ДЮСШ города Новград-Волынского. Среди его воспитанников футболисты Юрий Шевчук и Игорь Носарев. В сезоне 2008/09 являлся тренером вратарей в клубе «Коростень». В 2016 году он стал одним из основателей футбольной команды «Звягель».
В 2017 году детская команда под его руководством стала второй на первенстве области.